# Arbanats
Arbanats ist eine französische Gemeinde mit 1355 Einwohnern (Stand 1. Januar 2022) im Département Gironde in der Region Nouvelle-Aquitaine.

## Geografie
Die Gemeinde liegt am linken Ufer der Garonne, etwa 28 Kilometer südöstlich von Bordeaux. Durch die Gemeinde führt die Départementsstraße D1113 und die parallel verlaufende Bahnlinie von Bordeaux nach Langon.

## Geschichte
Bis zur Revolution gehörte der Ort zu einer Grundherrschaft, die nach und nach unterschiedlichen Familien gehörte.
1793 wurde die Gemeinde Arbanats gegründet.

## Verkehr
Arbanats liegt an der Bahnstrecke Bordeaux–Sète und wird im Regionalverkehr mit TER-Zügen bedient.

## Bevölkerungsentwicklung
| Jahr      | 1962 | 1968 | 1975 | 1982 | 1990 | 1999 | 2007 |
| --------- | ---- | ---- | ---- | ---- | ---- | ---- | ---- |
| Einwohner | 483  | 541  | 556  | 652  | 757  | 821  | 980  |

## Sehenswürdigkeiten

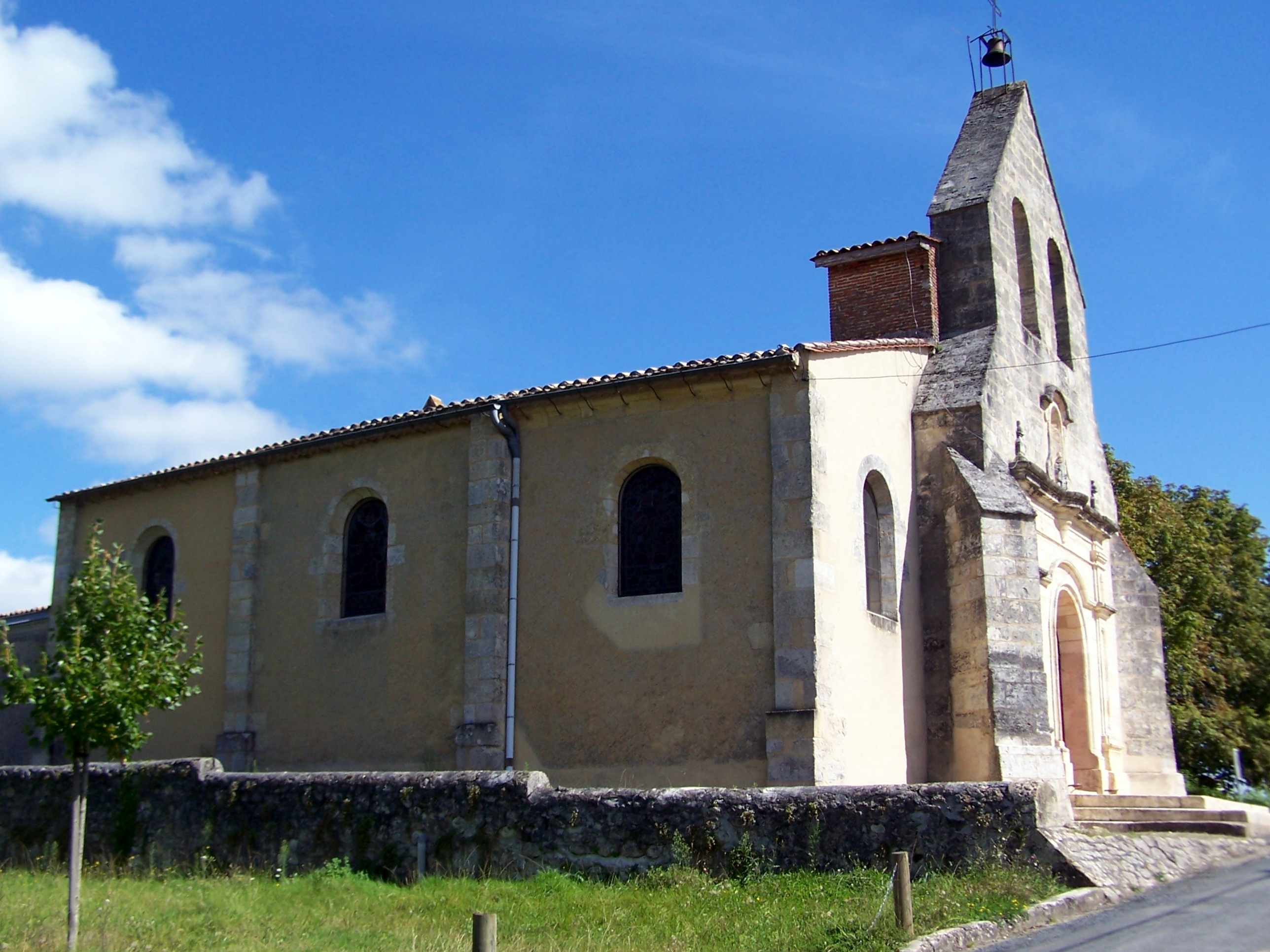
Kirche Saint-Hippolyte-Sainte-Radegonde

- Kirche Saint-Hippolyte-Sainte-Radegonde